# Leonardo Portomauricijski
Leonardo Portomauricijski (Porto Maurizio, 20. prosinca 1676. – Rim, 26. studenog 1751.), talijanski svetac, franjevac i asketski pisac

## Životopis
Školovao se u isusovačkom Rimskom kolegiju. Bio je odličan učenik i imao je mogućnost da postane liječnik, ali je postao franjevac. Godine 1697. stupio je u franjevački red i zaredio se 1702. godine. Uzor mu je bio sv. Petar Alkantarski. Kao pučki misionar, Leonardo Portomauricijski putovao je cestama Italije četrdeset godina, propovijedajući u 339 misijskih putovanja, od kojih se ističe boravak u Rimu tijekom jubileja 1740. godine. Sudjelovao je pripremama za Svetu godinu 1750. koja je kulminirala svečanim otvaranjem postaja Križnog puta u rimskom Koloseumu. Sveti Alfons Liguori rekao je za njega da je najveći misionar 18. stoljeća.
Bio je tipičan propovjednik na temperamentan talijanski način. Njegove su propovijedi imale u sebi nešto dramatično i tragično. Propovijed bi popratio javnim bičevanjem ili bi ruku stavio na plamen zapaljene baklje. Ljudi su masovno hrlili na njegove propovijedi, njima redovito ostajali duboko potreseni, a on je bio neumoran u naviještanju pokore u duhu Kristove muke, pozivajući sve na skrušenje, obraćenje te istinski kršćanski život.
Jedan je od najvećih promicatelja križnoga puta. Za života je dao izgraditi 572. postaje Križnoga puta, uključujući i poznati križni put u Koloseumu koji je 1750. godine posvetio papa Benedikt XIV. i proglasio Koloseum mjestom spomena na kršćanske mučenike antike. Autor je najpoznatijega i najčešće korištenoga teksta križnoga puta. Jedan od poznatijih dijelova toga križnoga puta glasi: "Zašto ti nećeš nositi križ koji te vodi u nebo? U križu je spasenje, u križu je zaštita i obrana, u križu je život. Zato prigrli križ, da živiš uvijeke."
Za vrijeme misije u Korzici, rekao je Leonardo pred javnošću: "Želim umrijeti u misiji, s mačem u ruci protiv pakla." Umro je u Rimu na 26. studeni 1751.
Osim djelovanja riječju sveti Leonardo je radio i perom. Uz propovijedi i govore napisao je i više drugih djela pobožnog sadržaja. Neka su njegova djela objelodanjena za života, a druga poslije smrti. Među njima je i 450 pisama duhovnoga vodstva. Poznata je njegova trostruka lozinka, koju je preporučivao svojim pokornicima: „Nikada ništa protiv Boga - Nikada ništa, ako ne s Bogom - Nikada ništa, ako ne za Boga!" Papa Pio VI. proglasio ga je blaženim 19. lipnja 1796., a papa Pio IX. proglasio ga je svecem 29. lipnja 1867. Papa Pio XI. proglasio ga je zaštitnikom pučkih misija 1923. godine.